# Besleria umbrosa
Besleria umbrosa là một loài thực vật có hoa trong họ Tai voi. Loài này được Mart. mô tả khoa học đầu tiên năm 1829.